# Albury Range
Die Albury Range ist ein Gebirgszug in der Region Canterbury auf der Südinsel von Neuseeland.

## Geographie
Die Albury Range befindet sich rund 6 km westlich des Ortes Fairlie und rund 20 km südöstlich des Lake Tekapo, zwischen der Ebene des Opihi River im Osten und dem Rollesby Valley sowie der Rollesby Range im Westen. Im Nordwesten grenzt die Two Thumb Range an. Der 19 km lange und bis zu 7 km breite Gebirgszug besitzt eine Nord-Süd-Ausrichtung mit einem allmählichen Anstieg in Richtung Süden auf bis zu 1323 m und fällt dann im letzten Viertel seiner Längenausdehnung steiler ab. Der südliche Teil der Albury Range weist die höchste Ausdehnung in West-Ost-Richtung auf. Der Gebirgszug wird im Norden vom Opihi River umflossen und im Süden vom Tengawai River.
Zu erreichen ist die Albury Range über den New Zealand State Highway 8, der über Fairlie um den nördlichen Teil des Gebirgszug herumführt und ab der kleinen Siedlung Burkes Pass nach Westen abschwenkt.
Administrativ zählt der Gebirgszug zum Opuha Ward des Mackenzie District.